# 'n Beetje
Chansons représentant les Pays-Bas au Concours Eurovision de la chanson
Heel de wereld
(1958) Wat een geluk
(1960)
Chansons ayant remporté le Concours Eurovision de la chanson
 Dors, mon amour
(1958)  Tom Pillibi
(1960)
'n Beetje (ou Een beetje, « Un petit peu » en néerlandais) est la chanson gagnante du Concours Eurovision de la chanson 1959, interprétée par la chanteuse néerlandaise Teddy Scholten. C'est la seconde fois que les Pays-Bas gagnent le concours.

## À l'Eurovision
Elle est intégralement interprétée en néerlandais, langue nationale, comme le veut la coutume avant 1966. L'orchestre est dirigé par Dolf van der Linden.
Il s'agit de la cinquième chanson interprétée lors de la soirée, après Jacques Pills qui représentait Monaco avec Mon ami Pierrot et avant Alice et Ellen Kessler qui représentaient l'Allemagne avec Heute Abend wollen wir tanzen geh'n. À l'issue du vote, elle a obtenu 21 points, se classant 1re sur 11 chansons,.

## Classements

### Classements hebdomadaires
| Classement (1959)                      | Meilleure position |
| -------------------------------------- | ------------------ |
| Belgique (Flandre Ultratop 50 Singles) | 12                 |
| Pays-Bas (Single Top 100)              | 3                  |